# Bernard Sergent

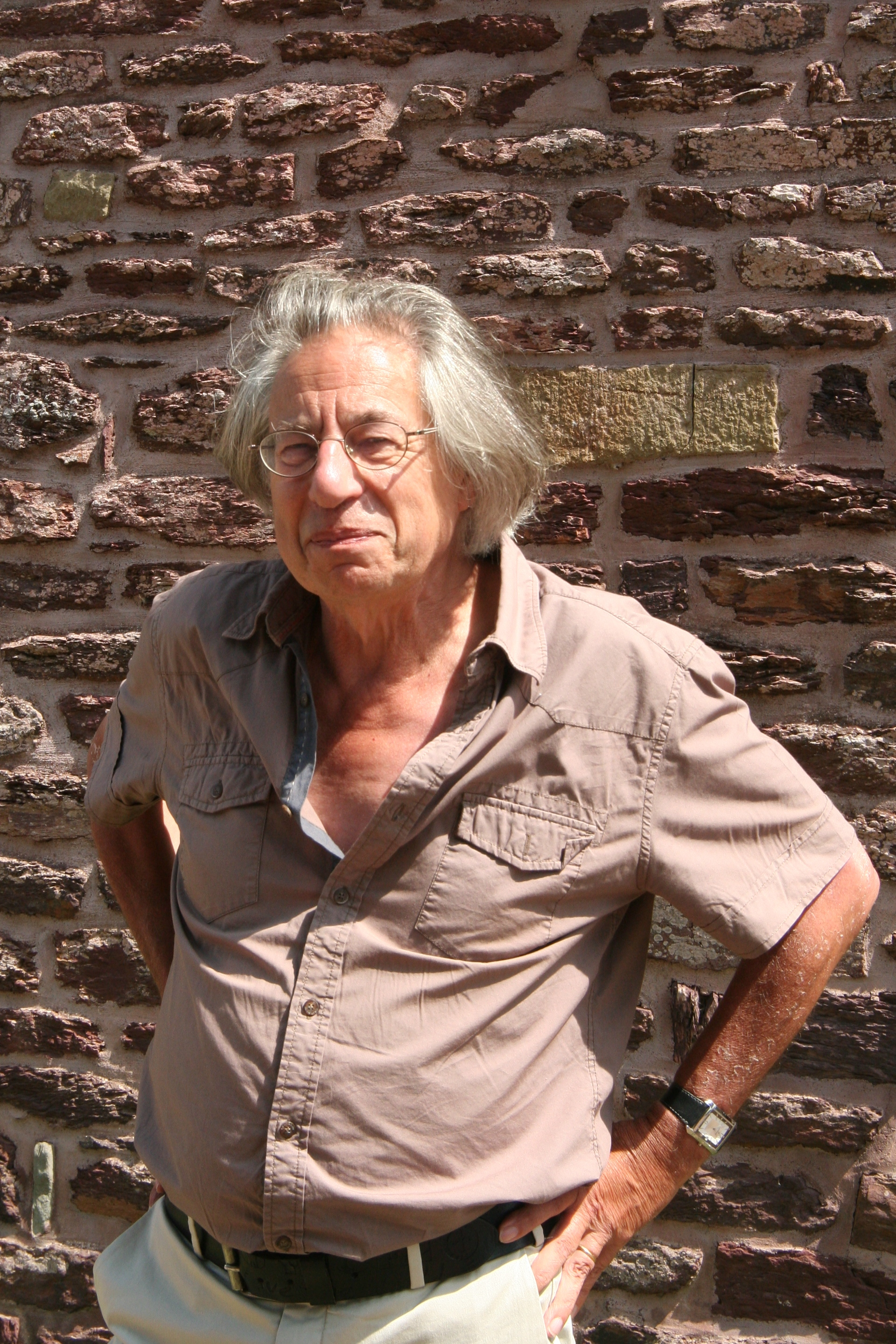
Bernard Sergent (2014)

Bernard Sergent (/sɛʁʒɑ̃/; * 23. Februar 1946) ist ein französischer Historiker und Religionswissenschaftler, der sich auf die vergleichende Mythologie spezialisiert hat. 
Bernard Sergent besuchte das Lycée Jacques Detour in Paris und studierte Klassische Philologie und Alte Geschichte. Er promovierte 1975 an der Universität Paris X-Nanterre mit der Dissertation „Recherches sur la royauté mycénienne“. Er ist als Forscher am CNRS in Paris tätig und seit 1992 Präsident der 1950 von Henri Dontenville gegründeten Société de mythologie française.
Er ist ein Verfechter von Georges Dumézils trifunktionaler Ideologie. Zu seinen Forschungsthemen gehören Studien zur Geschichte der Homosexualität in Europa sowie vergleichende griechische, keltische und indische Mythologie. Auch versucht er archäologische Kulturen mit den frühen Indogermanen in Verbindung zu bringen und verficht die traditionelle Ansicht, dass die Indoarier in Indien eingewandert sind.
Für sein Werk L'homosexualité dans la mythologie grecque erhielt er 1984 den Prix Broquette-Gonin der Académie française.

## Veröffentlichungen (Auswahl)
- L’homosexualité dans la mythologie grecque. Payot, Paris 1984 Zusammenfassung (franz.)
- L’homosexualité initiatique dans l’Europe ancienne. Payot, Paris 1986, ISBN 2-228-89052-9 Zusammenfassung (franz.)
- Les Indo-Européens. Payot, Paris 1995, ISBN 2-228-88956-3
- Homosexualité et initiation chez les peuples indo-européens. Payot & Rivages, Paris 1996, ISBN 2-228-89052-9
- Genèse de l’Inde. Payot, Paris 1997, ISBN 978-2-228-89116-5
- Les trois fonctions indo-européennes en Grèce ancienne, Bd. 1: De Mycènes aux Tragiques. Économica, Paris 1998, ISBN 2-7178-3587-3
- Celtes et Grecs.
  - Bd. 1 Le livre des héros. Payot, Paris 1999, ISBN 2-228-89257-2
  - Bd. 2: Le livre des dieux. Payot, Paris 2004, ISBN 2-228-89926-7
- La guerre à la culture. Aspects des attaques contre l’intelligence dans la période jospino-raffininesque. L’Harmattan, Paris 2005, ISBN 978-2-7475-7823-3
- L’origine celtique des Lais de Marie de France Droz. Genf 2014, ISBN 978-2-600-01793-0
- Le dieu fou. Essai sur les origines de Siva et de Dionysos. Les Belles Lettres, Paris 2015 ISBN 978-2-251-38571-6